# Vayk'
Vayk' (armeniska: Vayk’) är en ort i Armenien.   Den ligger i provinsen Vajots Dzor, i den sydöstra delen av landet, 100 kilometer sydost om huvudstaden Jerevan. Vayk' ligger 1 284 meter över havet och antalet invånare är 5 419.
Terrängen runt Vayk' är kuperad åt nordost, men åt sydväst är den bergig. Vayk' ligger nere i en dal. Närmaste större samhälle är Yeghegnadzor, 14,2 kilometer nordväst om Vayk'. 
Trakten runt Vayk' består i huvudsak av gräsmarker. Runt Vayk' är det ganska glesbefolkat, med 28 invånare per kvadratkilometer.

## Sport
- Noravank FK (fotbollsklubb);
- Stadion i Arevik (kapacitet: 1 000)